# Drosophila sadleria
Drosophila sadleria este o specie de muște din genul Drosophila, familia Drosophilidae, descrisă de William Alanson Bryan în anul 1938. Conform Catalogue of Life specia Drosophila sadleria nu are subspecii cunoscute.